# Ester Rachel Kamińska
Ester Rachel Kamińska (nata Ester-Rokhl Halpern, in yiddish אסתּר־רחל קאַמינסקאַ‎?; Porozów, 10 marzo 1870 – Varsavia, 25 dicembre 1925) è stata un'attrice polacca di origine ebraica, considerata la madre del teatro yiddish.

## Biografia
Figlia del cantore Szymon Halpern, si trasferì a Varsavia per lavorare in una fabbrica di sigarette e di cappelli. Nel 1892 debuttò al teatro Eldorado della capitale polacca, mentre l'anno successivo si unì alla compagnia teatrale del suo futuro marito Abraham Izaak Kamiński, con il quale fondò un teatro itinerante nel 1900 e uno permanente nel 1913. Si esibì negli Stati Uniti dal 1910 al 1913, mentre a partire dall'anno successivo intraprese un tour in Europa, in particolare a San Pietroburgo, Kiev, Odessa e Parigi. Recitava in yiddish, polacco e russo, e il suo stile fu paragonato a quello di Eleonora Duse.
Interpretò ruoli delle opere di scrittori ebrei, come Sierota Chasia di Jacob Gordin e Siostrach di Isacco Leyb Peretz, nonché Casa di bambola di Henrik Ibsen. Recitò inoltre in diversi film yiddish.
Nel 1955 il Teatro Ebraico Ester Rachel e Ida Kaminska fu nominato in suo onore e in quello di sua figlia Ida.